# The Blanks
The Blanks est un groupe de chanteurs a cappella. Ils sont surtout connus pour être apparus plusieurs fois dans la série télévisée Scrubs sous le nom des Joyeux Pinsons (The Worthless Peons en VO). Ils ont deux albums à leur actif : Riding the Wave et 'Worth The Weight'.
Le groupe n'utilise que leurs quatre voix comme instrument. Quelques exceptions sont toutefois faites comme dans l'épisode 22 de la saison 3 (Le Mariage de mon meilleur ami) où le groupe utilise des instruments pour jouer le morceau Eight Days a Week des Beatles. Le morceau est en fait joué par les Butties, un groupe reprenant les chansons des Beatles dans lequel jouent notamment Sam Lloyd et Paul Perry, deux membres des Blanks. On retrouve encore un instrument dans l'épisode 7 de la saison 5 (Mon retour à la maison) dans lequel Paul Perry joue du ukulélé sur le morceau Over The Rainbow. Enfin, Sam Lloyd utilise une guitare acoustique pour sa reprise de la chanson Hey Ya! du groupe Outkast, celle-ci sort en tant que single en 2010.
Sam Lloyd est mort en avril 2020.

## Membres
- Sam Lloyd – baryton
- Philip McNiven – ténor
- George Miserlis – baryton
- Paul F. Perry – basse

## Histoire
Sam Lloyd et George Miserlis rencontrèrent Paul Perry lors de leurs études à l'université de Syracuse. Tous trois partirent ensuite pour Los Angeles où ils font la connaissance de Philip McNiven qui devient le quatrième membre du groupe.

## Apparition dans Scrubs
Le groupe ne commence à apparaître dans la série qu'après son passage à la fête de Noël organisée sur le plateau. Bill Lawrence décide alors de les inclure dans la série.
Ils apparaissent dans les épisodes suivants :
- Mon héros (1x23) : Speed Racer et Underdog.
- Ma nuit de garde (2x02) : Drôle de vie, L'Homme qui valait trois milliards et Charles s'en charge.
- Mon ami, mon frère (2x14) : Hello! Ma Baby.
- Mon royaume (2x19) : jingle de Folgers, Mennen, et McDonald's.
- Le Mariage de mon meilleur ami (3x22) : Hava Nagila, Voici la mariée et Eight Days a Week.
- Mon infarctus (4x13) : No, Not Much chantée lors d'un duel a cappella contre le faux groupe du Concierge (qui chante Barbara Ann).
- Mon retour à la maison (5x07) : Maniac du film Flashdance, We're Off to See the Wizard et Over the Rainbow (dont l'arrangement a été rendu célèbre par Israel Kamakawiwoʻole) du film Le Magicien d'Oz.
- Mon Dieu déchu (5x21) : Put on a Happy Face.
- Ma balade romantique (5x24) : Baby Back Ribs.
- Mon Dr House (6x04) : Lollipop (du groupe Ronald & Ruby).
- Ma comédie musicale (6x06) :
- Mes signes de sagesse (6x16) : le groupe fait une apparition pour les funérailles de l'infirmière Laverne Roberts mais ne chante pas.
- Ma crise d'identité (7x04) : Who Are You (chanson).
- Mon grand saut (8x08) : (Don't Fear) The Reaper et Carry On Wayward Son.
- Mes vacances au soleil (8x14) : Hey Ya! (utilisant l'arrangement d'Obadiah Parker).
- Mon départ (8x18) : Superman.

Bien que leurs vrais noms ne soient pas mentionnés dans les épisodes, ceux de leurs personnages, Crispin (Miserlis), Randall (Perry) et Roy (McNiven), apparaissent parfois dans les crédits.
Les Blanks ont aussi créé le thème de la web-série Scrubs: Interns.

## Source
- (en) Cet article est partiellement ou en totalité issu de l’article de Wikipédia en anglais intitulé « The Blanks » (voir la liste des auteurs).